# Тома Малеин
Свети Тома Малеин је хришћански светитељ и аскета. Био је најпре војвода, прослављен храброшћу и богатством. Био је телом врло крупан, и тиме задавао страх својим непријатељима. Према хришћанској традицији, када је заволио Христа више од света и свега у свету, он је оставио све и повукао се у пустињу, где се замонашио и предао подвигу. Свети Илија пророк јавио му се и одвео га на гору звану Малеа, до Свете горе. Он је ту, према хришћанској традицији, живео усамљен, само с Богом, у даноноћној молитви. Мада се он крио од света, није се могао сакрити. Када су сазнали за светост његовог живота, почели су људи к њему долазити и доводити своје болеснике. Хришћани верују да је свети Тома лечио људе од сваке болести и сваке невоље.
Умро је у X веку.
Православна црква прославља га 7/20. јула.